# Marcello Sabbatini
Marcello Sabbatini (Teramo, 20 ottobre 1926 – Bologna, 27 gennaio 2008) è stato un giornalista italiano nel campo degli sport motoristici. Direttore del settimanale Autosprint dal 1968 al 1981 e del settimanale Rombo dal 1981 al 1991, viene considerato uno dei fondatori della stampa motoristica italiana.

## Biografia
Nato nel 1926 a Teramo, intraprese la carriera giornalistica nel 1947, come corrispondente locale del quotidiano Milano Sera, successivamente de La Stampa. In seguito, nel corso della carriera, ricoprì i seguenti ruoli vicedirettore del quotidiano sportivo Corriere dello Sport, direttore del mensile automobilistico Autorama, redattore capo del settimanale Il Calcio e il Ciclismo Illustrato e, successivamente, del quotidiano Telesera, condirettore del mensile Automondo.
È stato, nel 1954, tra i soci fondatori della Unione Italiana Giornalisti dell'Automobile, oggi nota come Unione Italiana Giornalisti dell'Automotive.
Nel 1966 fu chiamato dall'editore Luciano Conti a lavorare per la rivista Autosprint. Sabbatini, divenuto direttore nel 1968, in questo periodo si guadagnò il soprannome di Zanzara, come l'omonima rubrica da lui curata, in quanto "sapeva come pizzicare al momento giusto", non risparmiando critiche. A tal proposito si possono ricordare campagne mediatiche come il Caso Giunti, o la difesa di Riccardo Patrese, inizialmente incolpato per l'incidente che costò la vita a Ronnie Peterson a Monza nel 1978. Tra il 1971 e il 1974 fece parte del comitato che assegnava l'Insegna HP, un premio, istituito dalla Scuderia Firenze Corse Biondetti, rivolto alle personalità distintisi nel mondo dell'automobilismo.
In un'epoca in cui le corse non erano ancora trasmesse in televisione, spesso Autosprint era un mezzo per restare informati: la linea editoriale portata avanti da Sabbatini fu apprezzata dai lettori e portò il settimanale, alla fine degli anni settanta, alla sua massima diffusione storica. A questo Sabbatini aggiunse numerose iniziative volte a coinvolgere i lettori, come raccolte fondi per piloti in difficoltà e altre iniziative caritatevoli, TeleSprint, trasmissione televisiva dedicata al mondo del motorsport che andava in onda sulle prime televisioni commerciali (circuito Elefante Tv), o i Caschi d'oro, un premio assegnato annualmente da Autosprint. Fu un grande amico di Enzo Ferrari, che contribuì con qualche rubrica su Autosprint e intervenne telefonicamente in qualche puntata di TeleSprint. Marcello Sabbatini viene anche ricordato come principale fautore della Febbre Villeneuve, l'ondata di tifo per il pilota canadese Gilles Villeneuve.

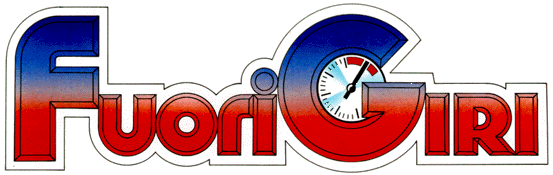
Logo di FuoriGiri

Nel 1981, a seguito di divergenze sulla linea editoriale, Sabbatini lasciò Autosprint per fondare, con alcuni dei suoi collaboratori storici, il settimanale Rombo, che diresse fino al 1991. Durante questa esperienza cercò di replicare le numerose iniziative simili a quelle già proposte con Autosprint (ad esempio TeleSprint continuò con il nuovo nome di Rombo TV).
Tra le iniziative degne di menzione, fu proprio Sabbatini, con la rivista Rombo, l'organizzatore della sfida tra alcune monoposto di Formula 1 e i caccia F-104 Starfighter dell'Aeronautica Militare Italiana, che si tenne nel 1981 all'aeroporto di Istrana. Dopo l'esperienza di Rombo, Sabbatini si ritirò dal mondo della carta stampata, partecipando di tanto in tanto come ospite a diverse trasmissioni televisive legate al tema dell'automobilismo, tra cui Processo al Gran Premio, con Mario Poltronieri ed Alberto Bortolotti, trasmessa su Odeon TV. Tra i suoi collaboratori, sia ad Autosprint che a Rombo, si possono trovare diversi importanti nomi del giornalismo sportivo italiano, come Carlo Cavicchi, Mauro Coppini, Guido Schittone, Siegfried Stohr e Alberto Sabbatini (figlio di Marcello, egli stesso direttore di Autosprint dal 2007 al 2016).
Nel 1994 viene coinvolto da Paolo Cognetti in un progetto multimediale che sfocia nella pubblicazione del CD ROM "La Leggenda della Formula 1" che illustra statistiche, storie, macchine e piloti della Formula 1. Nel 1996, sempre Paolo Cognetti lo convince a tentare un esperimento, portare una sua idea di notiziario inviato via fax su WEB. Nasce "FaxMotor", antesignano dei moderni blog. Il progetto va avanti fino a maggio 1997.

## Riconoscimenti
- Nel 1977 l'allora appena costituita associazione Amici dell'Autodromo e del Parco di Monza gli donò la tessera di socio numero 1.[18]
- Il Club Gilles Villeneuve di Erbé ha dedicato alla sua memoria un premio, che viene annualmente assegnato a piloti meritevoli.[19]